# Линтульский монастырь (Огоньки)
Ли́нтульский Свято-Троицкий монастырь (фин. Lintulan Pyhän Kolminaisuuden luostari или фин. Lintulan luostari) — бывший женский монастырь в посёлке Огоньки Выборгского района, в 60 км от Санкт-Петербурга. Ныне действует как Свято-Троицкое Линтульское подворье Константино-Еленинского женского монастыря Санкт-Петербургской епархии Русской православной церкви.

## История
В 1894 году в загородной усадьбе обер-гофмаршала Дмитрия Шепелева, приобретённой тайным советником Ф. П. Нероновым, началось обустройство первой в Выборгской и Финляндской епархии женской православной обители, которая получила статус общины 10 августа 1896 года, а 19 августа 1905 года — статус монастыря. К 1909 году был построен деревянный храм во имя Пресвятой Троицы.
В 1917 году, после обретения Великим княжеством Финляндским независимости, монастырь оказался на территории Финляндии.
В 1939 году в период советско-финской войны и эвакуации населения Финской Карелии, монахини покинули обитель на Карельском перешейке, переселившись в местечко Палокки и основав новый Линтульский монастырь в Восточной Финляндии, близ Ново-Валаамского мужского монастыря.
В 2004 году сёстрами Константино-Еленинского монастыря началось восстановление монашеской жизни в Линтульском монастыре.

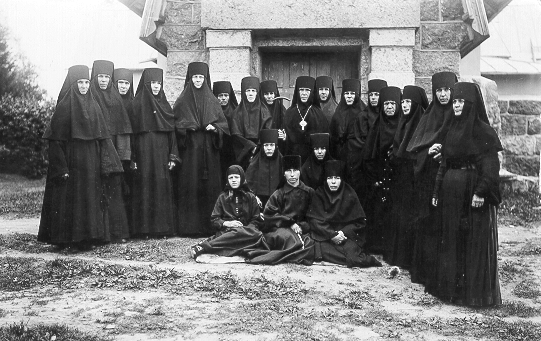
Игумения Арсения с сёстрами
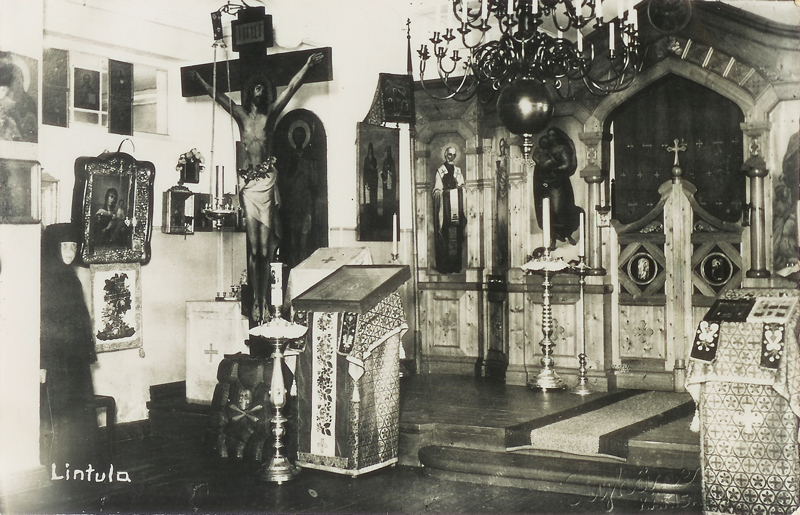
Интерьер Троицкого храма
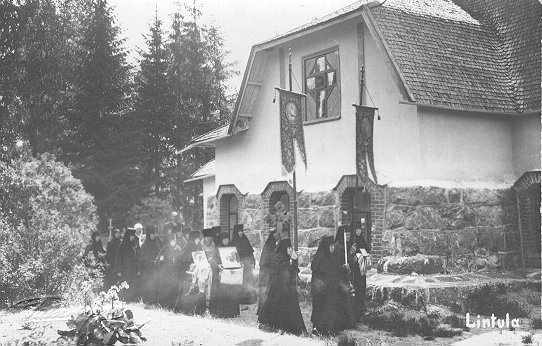
Крестный ход
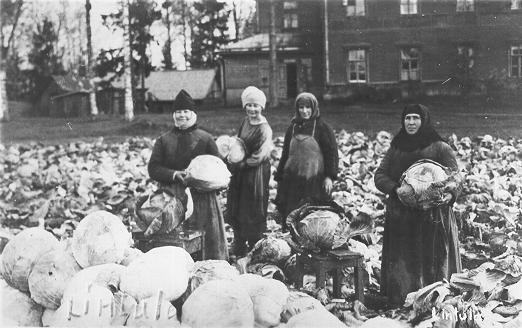
Монахини за работой

## Кладбище
На возникшем за алтарём Троицкого собора монастырском кладбище были погребены первые настоятельницы и благотворители обители. В 1905 году скончалась Лариса Алексеевна Неронова, а через год — её супруг, строитель монастыря Федор Петрович Неронов. Супруги были похоронены у алтарной стены.
В 1920-е годы там же стали хоронить русских эмигрантов первой волны, окончивших свою жизнь на территории Финляндии. Среди них коллекционер Н. Д. Ермаков, Прасковья Андреевна Репина (супруга художника Ю. И. Репина) и другие.